# 姬鹃鵙
姬鹃鵙（学名：Celebesica abbotti）是山椒鸟科姬鹃鵙属（学名：Celebesica）的唯一一种。为印度尼西亚的特有种。其自然栖息地为亚热带或热带的湿润山地。